# Електросталь
Еле́ктроста́ль (рос. Электросталь) — місто, адміністративний центр Електростальського міського округу Московської області, Росія.

## Географія
Електросталь розташований за 52 км (38 км від Московської кільцевої автомобільної дороги МКАД) на схід від Москви. В околицях Електросталі бере початок річка Вохна, притока Клязьми.

## Історія
Наявність залізниці, а також відносна близькість до Москви, обумовили вибір роз'їзду Затиш'є під будівництво першого в Росії електрометалургійного заводу. Закладка заводу «Електросталь» відбулася у серпні 1916 року. А в листопаді 1917 року пішла перша сталь. В 1928 році Затиш'є було перетворено в селище Електросталь, а 26 грудня 1938 року селищу надано статус міста обласного підпорядкування.

## Населення
Населення — 155196 осіб (2010; 146294 у 2002).

## Символіка
Прапор міського округу Електросталь був затверджений 2 квітня 1998 року. Це прямокутне червоне полотнище з зображенням Гефеста перед наковальнею

Герб міста було затверджено 5 грудня 1996 року, у його основі зображення давньогрецького богу вогню та ковальства Гефеста на червоному полі, він символізує одну з головних галузей міста — металургію.

## Відомі люди
- Арекаєв Сергій Станіславович — російський хокеїст, правий нападник.
- Ігнатушкін Ігор Юрійович — російський хокеїст.
- Прянишников Ігор Степанович — радянський науковець та господарник, лауреат Державної премії УРСР в галузі науки і техніки (1980).

## Міста-побратими
- Полоцьк, Білорусь
- Перник, Болгарія
- Струмиця, Північна Македонія[6]

## Фотогалерея

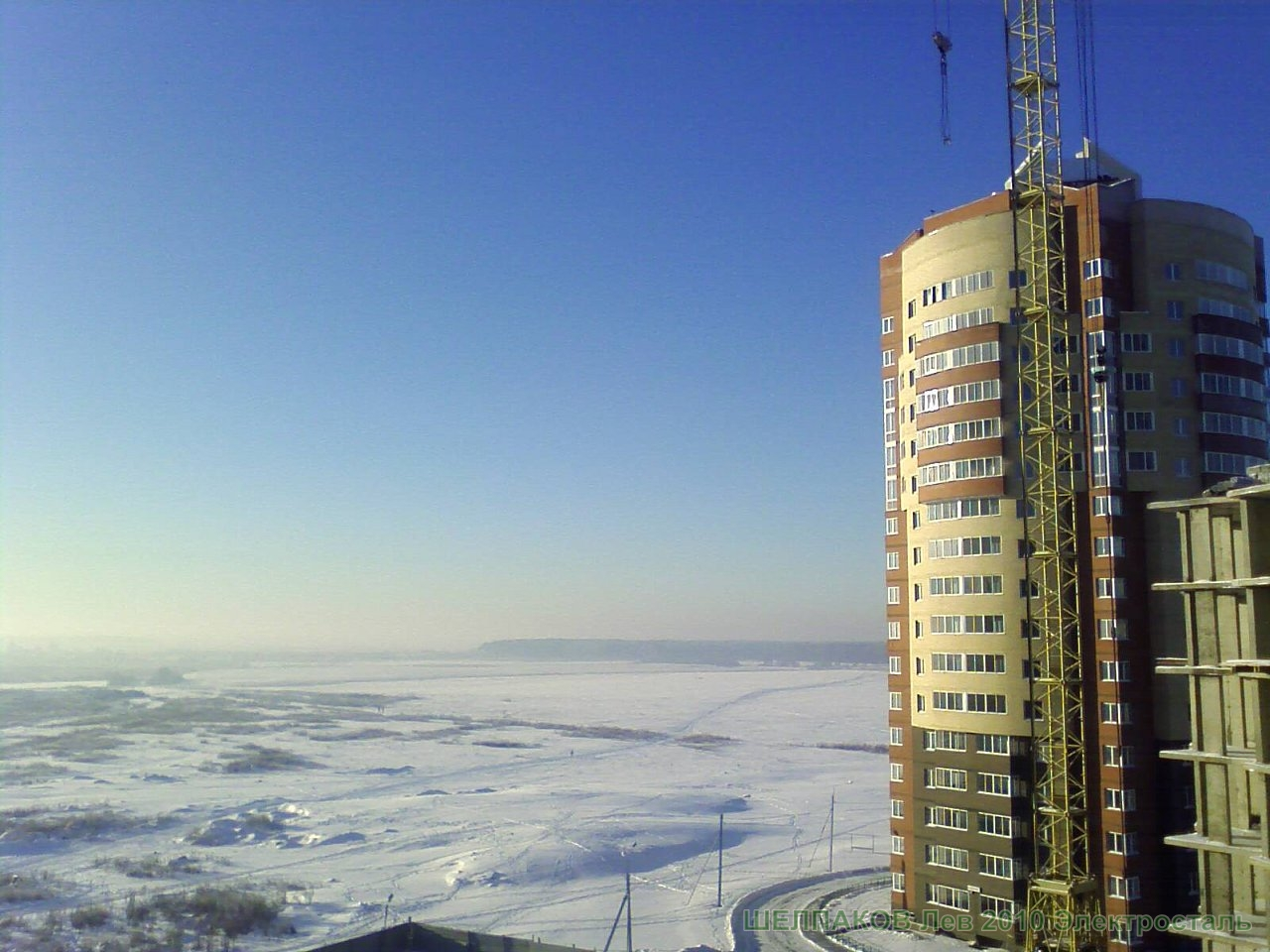
Ялагінське поле в 2010 році
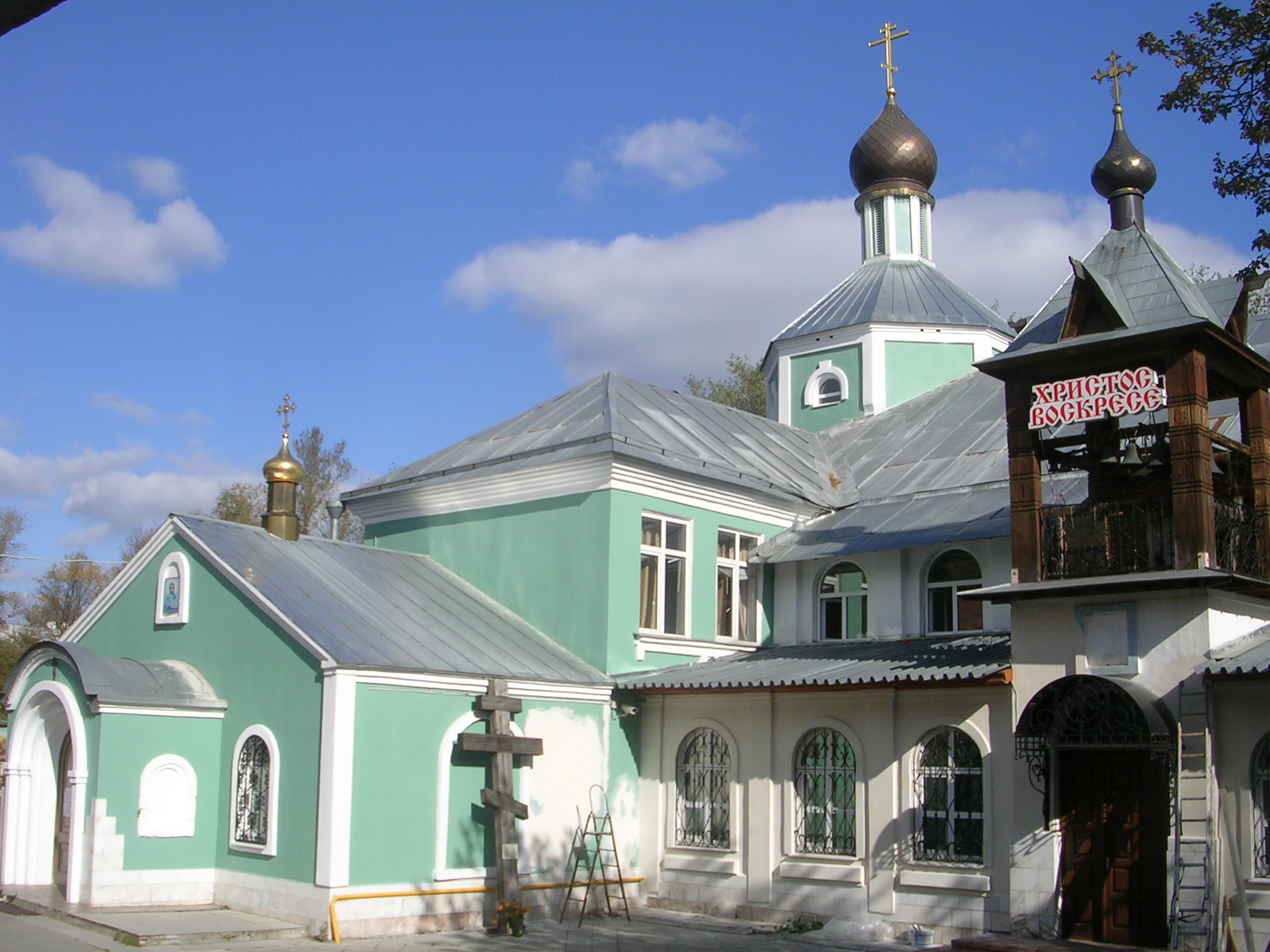
Храм Андрія Рубльова